# Кармен Аргенціано
Кармен Антімо Аргенціано (27 жовтня 1943 — 10 лютого 2019) — американський актор, який знявся у більш ніж 50 фільмах та епізодично майже в 100 фільмах і серіалах. Він найвідоміший з тих, хто грав Джейкоба Картера у Зоряній брамі: SG-1. У нього були епізодичні ролі в Букер, Л. А. Закон, Район Мелроуз та Молоді і зухвалі, а також невеликі ролі у фільмах «Хрещений батько 2» та «Обвинувачений».

## Життя і кар'єра
Кармен Аргенціано народився 1943 року в містечку Шарон, штат Пенсільванія (США) і виріс у сусідньому Шарпсвілле в родині батьків італійського походження Елізабет Стелла (уроджена Фальво) та Джозефа Гайо Аргенціано, який був ресторатором. У нього троє дітей: двоє синів і донька.
Найбільш відоміший Кармен Аргенціано за гру епізодичних персонажів Джейкоба Картера у телесеріалі Зоряна брама: SG-1 (Stargate SG-1) та Генрі Добсона у 4 сезоні телесеріалі Доктор Хаус. (2-4 епізоди). Він також був членом акторської студії і був удостоєний в Лос-Анджелесі Премії Американської академії драматичного мистецтва (англ. Los Angeles Drama Critics' Circle Award) за виконання ролі Джека Деласанте у фільмі Томаса Бейба Молитва для моєї доньки. У 2007 році він був визначений одним з потенційних кандидатів на роль лікаря у телесеріалі «Доктор Хаус».
Крім того, Кармен Аргенціано у 2009 році був запрошеною зіркою в серіалі «Криміналісти: мислити як злочинець». В серії «Демонологія» (4-й сезон) він зіграв батька Павла Сільвано.
Кармен Аргенціано помер 10 лютого 2019 у віці 75 років.

## Фільмографія

### Фільми
| Роки | Назва                                     | Роль                               | Примітки      |
| ---- | ----------------------------------------- | ---------------------------------- | ------------- |
| 1970 | Накрий мене дитиною                       | Студент № 2                        |               |
| 1971 | Парк покарання                            | Джей Кауфман, відповідач Трибуналу |               |
| 1971 | Подорож Ісуса                             | Pinole                             |               |
| 1972 | Ніч жінки-кобри                           |                                    | Некредитовані |
| 1972 | Ріо-Тігре                                 |                                    |               |
| 1972 | Гаряча коробка                            | Flavio — the Guerrilla             |               |
| 1972 | Могила вампіра                            | Сам                                |               |
| 1972 | Hit Man                                   | Білий партнер Х'юї                 | Некредитовані |
| 1972 | Чоловік назовні                           | Другий яструб                      |               |
| 1973 | The slams                                 | Незначна роль                      |               |
| 1974 | Кетівська спека                           | Під прикриттям борець              |               |
| 1974 | Хрещений батько 2                         | Michael's Buttonman #2             |               |
| 1975 | Капоне                                    | Джек МакГерн                       |               |
| 1975 | Sharks' Treasure                          | Lieutenant                         |               |
| 1975 | Crazy Mama                                | Supermarket Manager                |               |
| 1976 | Vigilante Force                           | Brian Seldon                       |               |
| 1976 | Two-Minute Warning                        | The S.W.A.T. Team — Jennings       |               |
| 1978 | Death Force                               | Morelli                            |               |
| 1978 | The Boss' Son                             | Ken                                |               |
| 1979 | When a Stranger Calls                     | Dr. Mandrakis                      |               |
| 1981 | Graduation Day                            | Halliday                           |               |
| 1981 | Circle of Power                           | Tony Annese                        |               |
| 1983 | Sudden Impact                             | D'Ambrosia                         |               |
| 1984 | Heartbreakers                             | Ron Bell                           |               |
| 1985 | Into the Night                            | Stan                               |               |
| 1985 | Зоряний патруль: Легенда про Оріна        | Dagg Dibrimi                       | Голос         |
| 1985 | Naked Vengeance                           | Det. Russo                         |               |
| 1986 | В небезпечній близькості                  | Моллі                              |               |
| 1987 | Under Cover                               | Lt. James Leonard                  |               |
| 1988 | Stand and Deliver                         | Principal Molina                   |               |
| 1988 | Великий бізнес                            | Член ради №2                       |               |
| 1988 | Remo Williams: The Prophecy               | Tony                               |               |
| 1988 | The Accused                               | D.A. Paul Rudolph                  |               |
| 1988 | Червоний скорпіон                         | Полковник Заяс                     |               |
| 1990 | The First Power                           | Lieutenant Grimes                  |               |
| 1992 | Rompecorazones                            | Ron Ball                           |               |
| 1992 | Unlawful Entry                            | Jerome Lurie                       |               |
| 1994 | Rave Review                               | Abe Weinstein                      |               |
| 1994 | Смертельний зв'язок                       | Лейтенант Стейн                    |               |
| 1994 | Дон Жуан де Марко                         | Дон Альфонзо                       |               |
| 1995 | The Tie That Binds                        | Phil Hawkes                        |               |
| 1996 | Зламана стріла                            | Генерал Бун                        |               |
| 1998 | Вбивця ворон                              | Суддя Вілі Баннінг                 |               |
| 1999 | Діамантовий поліцейський                  | Captain Penelli                    |               |
| 1999 | Warm Blooded Killers                      | Вінс Морхаус                       |               |
| 2000 | Викрасти за 60 секунд                     | Детектив Мейхью                    |               |
| 2000 | A Better Way to Die                       | Carlos                             |               |
| 2000 | The Cactus Kid                            | Addison                            |               |
| 2001 | Swordfish                                 | Agent #1                           |               |
| 2002 | Dancing at the Harvest Moon               | Warren Lucas                       |               |
| 2003 | Ідентифікація                             | Адвокат оборони                    |               |
| 2005 | What's Up, Scarlet?                       | Mr. Maggiami                       |               |
| 2005 | Angels with Angles                        | Rico                               |               |
| 2009 | Ангели і демони                           | Батько Сильвано Бентівольо         |               |
| 2009 | Street Boss                               | Tony Pro                           |               |
| 2011 | Omerta                                    | Sal                                |               |
| 2011 | Amber Lake                                | Patrick Thomas                     |               |
| 2013 | Sunny and RayRay                          | Carmen                             |               |
| 2013 | Duke                                      | Lt. Brannigan                      |               |
| 2014 | The Single Moms Club                      | Ollie                              |               |
| 2015 | Дон Кіхот: геніальний джентльмен Ла-Манчі | Дон Кіхот                          |               |
| 2015 | Sharkskin                                 | Джакі Гаки                         |               |
| 2016 | Мафіозі                                   | Себастьян Ломбардо                 |               |
| 2016 | «Зимова троянда»                          | Джо                                |               |
| 2017 | Лабіринт                                  | Вінсент                            |               |
| 2017 | Інститут                                  | Аптекар                            |               |
| 2017 | Анонімні актори                           | Смітсон                            |               |
| 2017 | Імперія серця                             |                                    |               |
| 2017 | Mad Whale                                 | Доктор Голк                        |               |
| 2017 | Сингулярність                             | Деміен Уолш                        |               |
| 2018 | Світ майбутнього                          | Дід                                |               |
| 2018 | Герцог                                    | Лейтенант Бранніган                |               |

### Телесеріали
| Роки      | Назва                                             | Роль                             | Примітки    |
| --------- | ------------------------------------------------- | -------------------------------- | ----------- |
| 1975      | Коломбо                                           | Коронер Андерсон                 | 1 епізод    |
| 1976      | Once an Eagle                                     | Adam Brand                       | 1 епізод    |
| 1978      | The Bionic Woman                                  | King Kusari                      | 1 епізод    |
| 1979      | CHiPs                                             | Officer Borlov                   | 1 епізод    |
| 1983      | Принцеса-заступник                                | Ед Ейнсворт                      | ТВ фільм    |
| 1984      | Buffalo Bill                                      |                                  | 1 епізод    |
| 1984      | Cheers                                            | Marvin                           | 1 епізод    |
| 1986      | Cagney &amp; Lacey                                | Ronelli                          | 1 епізод    |
| 1986      | Between Two Women                                 | Robert Walker                    | ТВ фільм    |
| 1986–1992 | L.A. Law                                          | Lawyer Neil Robertson            | 5 епізодів  |
| 1989–1990 | Booker                                            | Chick Sterling                   | 22 епізоди  |
| 1991      | Knight Rider 2000                                 | Russell Maddock / K.I.F.T.       | TV movie    |
| 1992–1994 | Район Мелроуз                                     | Доктор Стенлі Левін              | 8 епізодів  |
| 1992      | A Thousand Heroes                                 | First Officer William R. Records | ТВ фільм    |
| 1993      | Triumph Over Disaster: The Hurricane Andrew Story | Ed Lopez                         | ТВ фільм    |
| 1994–1997 | Вокер, техаський рейнджер                         | Джордж Вікерс / Пако Круз        | 2 епізоди   |
| 1995      | Вавилон-5                                         | Урза джаддо                      | 1 епізод    |
| 1996      | Андерсонвілль                                     | Гопкінс                          | ТВ фільм    |
| 1997      | JAG                                               | Colonel Matthew O'Hara           | 1 епізод    |
| 1998–2005 | Зоряна брама: SG-1                                | Селмак / генерал Джейкоб Картер  | 25 епізодів |
| 2003      | 24                                                | Генерал Гратц                    | 1 епізод    |
| 2006–2008 | Місце злочину: Нью-Йорк                           | Insp. Stanton Gerrard            | 6 епізодів  |
| 2007      | Доктор Хаус                                       | Генрі Добсон                     | 3 епізоди   |
| 2009      | Meteor                                            | Commander Murphy                 | 2 епізоди   |
| 2009      | Криміналісти: мислити як злочинець                | Батько Павла Сільвано            | 1 епізод    |
| 2010      | Касл                                              | Маріо Рівера                     | 1 епізод    |
| 2011      | Death Interrupted                                 | Saint Peter                      | ТВ фільм    |
| 2014      | Гаваї 5.0                                         | Альберт Багоса                   | 1 епізод    |